# Hartmut Mechtel
Hartmut Mechtel (* 5. März 1949 in Potsdam) ist ein deutscher Schriftsteller, Journalist, Schauspieler und Theaterschaffender.
Nach seinem Abitur 1967 war er als Volontär bei der Tageszeitung Märkische Volksstimme in Potsdam tätig und studierte 1970 bis 1974 an der Sektion Journalistik der Leipziger Karl-Marx-Universität. Für die Tageszeitung Freie Erde in Neubrandenburg arbeitete er bis 1978 als Lokalredakteur in Altentreptow und seitdem als freier Autor, Kritiker und Schauspieler.
Mechtel ist vor allem für seine Science-Fiction-Erzählungen und Kriminalromane bekannt. Der phantastische Marionetten-Fernsehfilm für Kinder Die Paradiesinsel wurde 1987 in zwei Teilen gesendet. Für seinen Roman Der unsichtbare Zweite wurde er 1997 mit dem Friedrich-Glauser-Preis der „Autorengruppe deutschsprachige Kriminalliteratur“ – Das Syndikat ausgezeichnet. Neben Romanen und Erzählungen schreibt er auch Drehbücher für Dokumentationen und Fernsehspiele, Hörspiele und Essays. Den 1988 unter dem Pseudonym Dirck van Belden publizierten historischen Roman Strandrecht (Spannend erzählt Bd. 213) verfasste er zusammen mit Otto Emersleben.
Seine Parr-Trilogie, die sich aus den Kriminalromanen Der unsichtbare Zweite, Das Netz der Schatten und Die Spitze des Kreises zusammensetzt, erhielt 2001 den Berliner Krimifuchs. Im Mittelpunkt der drei Bände steht ein ca. 40-jähriger Mann, der glaubt, seine Identität verloren zu haben und feststellen muss, dass er überhaupt keine besitzt. Verschwörungstheorien, Geheimdienste und reale Leichen werden zu ständigen Begleitern seines Lebens.

## Werke

### Krimis
- 1986: Auf offener Strasse Das Neue Berlin, Berlin/DDR, DIE Reihe
- 1987: Das geomantische Orakel Das Neue Berlin, Berlin/DDR, DIE Reihe
- 1988: Gesucht: Jo Böttger Das Neue Berlin, Berlin/DDR, Blaulicht 256
- 1991: Unter der Yacht Das Neue Berlin, Berlin/DDR, DIE Reihe
- 1992: Tod in Grau (DIE 151) OA
- 1993: Der Todesstrudel (DIE 163) OA
- 1994: Der blanke Wahn (DIE 173) OA
- 1996: Der unsichtbare Zweite (Argument Zweite Reihe) OA
- 1996: Das Netz der Schatten (Argument Zweite Reihe) OA
- 1998: Die Spitze des Kreises (Argument Zweite Reihe 2028) OA
- 1998: Eine böse Überraschung (Kettenroman mit weiteren Autoren) (rororo 43296) OA
- 1999: Höllenhunde (rororo 43359) OA
- 1999: Gefährliches Spiel: Berlin Connection (eku interactive) OA
- 2001: Die Gier-Community – ein Dotcom-Krimi, av-edition, OA HC
- 2002: Kapitäne sterben um Mitternacht  – Hamburg: Die Hanse, 2002
- 2003: Der Tod lauert in Danzig – Hamburg: Die Hanse OA

### Erzählungen
- 1985: Verhör (SF-Erzählung) in: Aus dem Tagebuch einer Ameise, hrsg. von Michael Szameit, Verlag Neues Leben, Berlin/DDR
- 1990: Sifrit (SF-Erzählung) in: Lichtjahr 6, hrsg. von Erik Simon, Verlag Das Neue Berlin, Berlin/DDR
- 1990: Mission T (SF-Parodie) in: Geschichten vom Trödelmond, hrsg. von Olaf R. Spittel, Verlag Das Neue Berlin, Berlin/DDR
- 1991: Schnelle Stunde (SF-Story) in: Alien Contact Nr. 6, Avalon Verlag, Berlin
- 1992: Supercontrol (SF-Erzählung) in: Zeit-Spiele, Wilhelm Heyne Verlag, München
- 1993: Die Rast (Kriminal-Erzählung) in: Im Namen des Guten, Wilhelm Heyne Verlag, München
- 2000: Berlin, 6 Uhr morgens (Kriminalerzählung) in: Bei Ankunft Mord, Gerstenberg Verlag, Hildesheim
- 2001: Fremde Lorbeeren (Kriminalerzählung) in: Mord im Grünen, Gerstenberg Verlag, Hildesheim

### Radio
- 1990: VEB Utopia (Feature) RIAS
- 1991: Der Einheitskrimi (Feature) RIAS
- 1991: Penny & Mark 1: Tödliche Fragen (Kriminalhörspiel), 36 Min, Sachsenradio
- 1992: Mit weißen Handschuhen (Gerichtsfeature) MDR
- 1993: Der S-Bahn-Mörder (Feature) MDR
- 1994: Die Mords-Chance (Feature) DeutschlandRadio
- 1995: Auf der Schattenseite (Kriminalhörspiel), 50 Min, MDR
- 1994: Störung der Volksfeste verhindert (Feature) DeutschlandRadio
- 1998: Blumenkinder für zehn Tage (Feature) MDR